# Vera Valtonen
Vera Valtonen född 4 december 1914 död 17 december 1997, finsk-svensk sångerska. Hon var medlem i gruppen Harmony Sisters.

## Filmografi
- 1949 – Kvinnan som försvann

### Fotnoter
1. 1 2  ČSFD person-ID: 92894.[källa från Wikidata]
2. 1 2 3 4  Matti Klinge (red.), Kansallisbiografia, Finska litteratursällskapet och Finska historiska samfundet, Finlands nationalbiografi-ID: 1044, läst: 8 mars 2020.[källa från Wikidata]
3. ↑  Johan Lindberg (16 juli 2011). ”Harmony Sisters” (på svenska). Uppslagsverket Finland. https://uppslagsverket.fi/sv/view-103684-HarmonySisters. Läst 15 juli 2019.